# Hibana gracilis
Hibana gracilis är en spindelart som först beskrevs av Nicholas Marcellus Hentz 1847.  Hibana gracilis ingår i släktet Hibana och familjen spökspindlar. Inga underarter finns listade i Catalogue of Life.